# カリスタ系

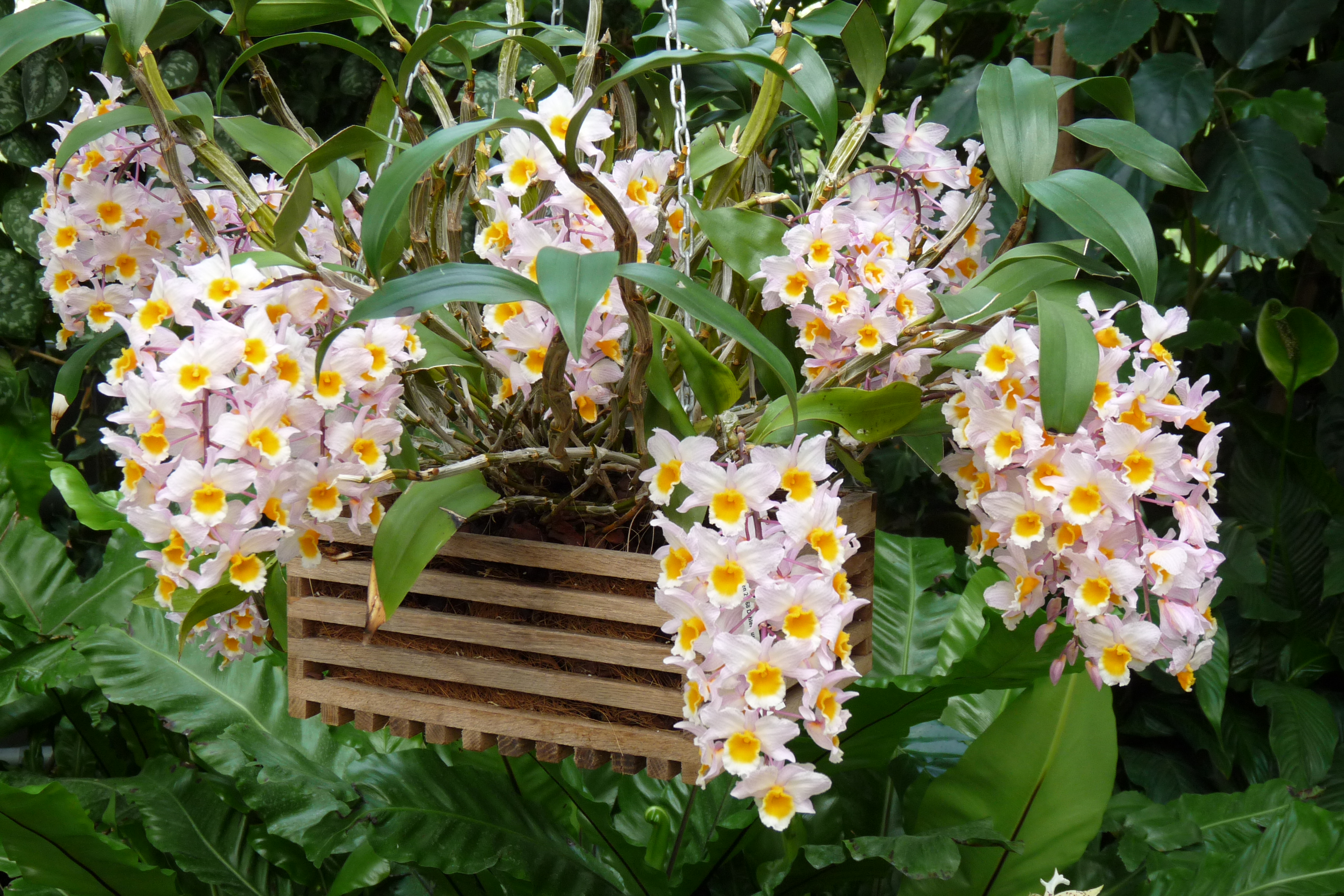
デンドロビウム・ファーメリ
カリスタ系の代表的なもの

カリスタ系とは、洋ランの一つ、デンドロビウムに含まれるものの類型の一つ。花が穂状につき、それが垂れ下がる形で咲くものを指す。花形が似た複数の原種をまとめた群である。

## 概説
デンドロビウムは非常の多くの種や品種を含み、これを幾つかの系にまとめることが行われる。ただし、その内でノビル系、デンファレ系がその名の元になった原種を中心にした交配品種の群、という性格を持つのに対して、このカリスタ系はそのような血縁関係は薄い。むしろ花が房のように垂れ下がるという外見的な特徴でまとめられた群である。それに含まれるものも多くは原種であり、その特徴も種ごとに多様である。ただし交配品種もあるにはある。分類学的にはセッコク属の下位分類にカリスタ節 Sect. Callista が認められており、この類は種間交配が難しいことが知られている。
このタイプは何よりも花数が多く、豪華に見えるところが美点である。ただし、花保ちは他の群には劣り、切り花などには向かない。しかし大株にしてよく開花させたものはとても目を引き、洋ラン展などでも人目を引くものとなる。

## 特徴
上記のように必ずしも同一の系統に属するものではなく、その特徴は多様である。多くはデンドロビウムの標準的な形である棒状の偽球茎を束状に出し、その節ごとに葉をつける。だがアグレガタムは太短い偽球茎の先端に一葉のみをつける。偽球茎は硬質なのが普通。
花は冬から初夏に咲かせるものが多い。多くは前年以前の茎の、先端近くの節から花茎を伸ばし、総状花序を着ける。花数は多いものでは30輪もの花を一つの花茎に、まるでブドウの房のようにつける。花色は黄色、白、ピンクなど多様。花形はノビル系などとさほど変わらない。アグレガタムは唇弁がひどく平らに広がる。

## 分布
このタイプに属するものは、多くがタイ、ミャンマー、インドなどに分布する。

## 代表的な種

### 原種
- D. aggregatum　アグレガタム：太短い偽球茎に葉1枚を着ける。花は黄色。古くからこの名で呼ばれたものは、現在では複数種に分けられている。
- D. bronckarttii　ブロンカッティ：デンシフローラムに似て、花は淡い紫色。
- D. farmeri　ファーメリ：根本が細く、先の太った偽球茎に葉3枚程度を着ける。花は白からピンクに唇弁の中心が黄色。
- D. densiflorum　デンシフロラム：角張った偽球茎に葉数枚を着ける。花は白い花弁に黄色い唇弁。
- D. thyrsiflorum　シルシフォーラム：デンシフローラムに似てより大きく、花は黄色。

### 交配品種
交配品種も少ないながら存在する。
- D. Gatton Sunray　ガトン・サンレイ

黄花系で一つの花茎に10-12輪をつける。古くから知られた品種。

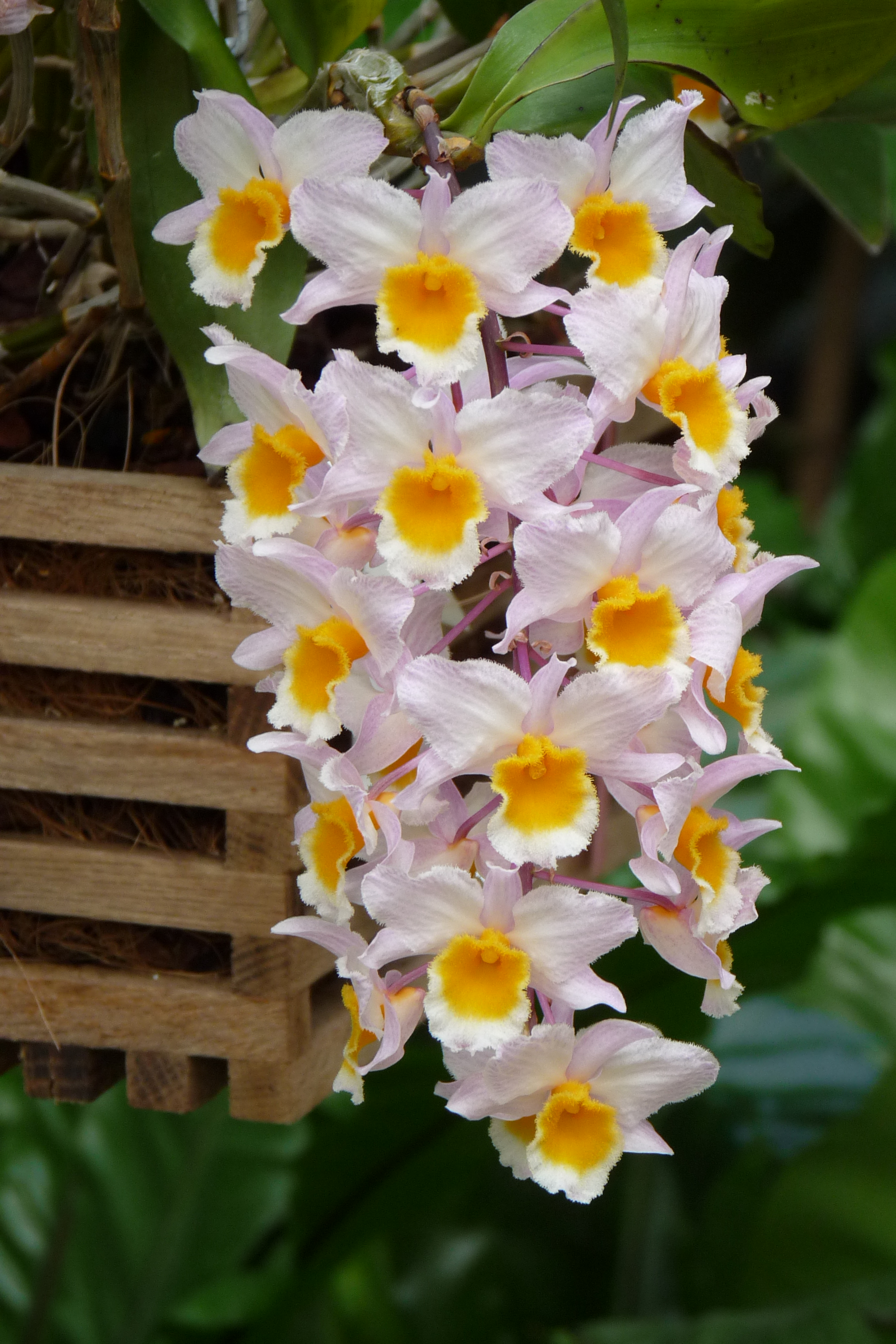
ファーメリ
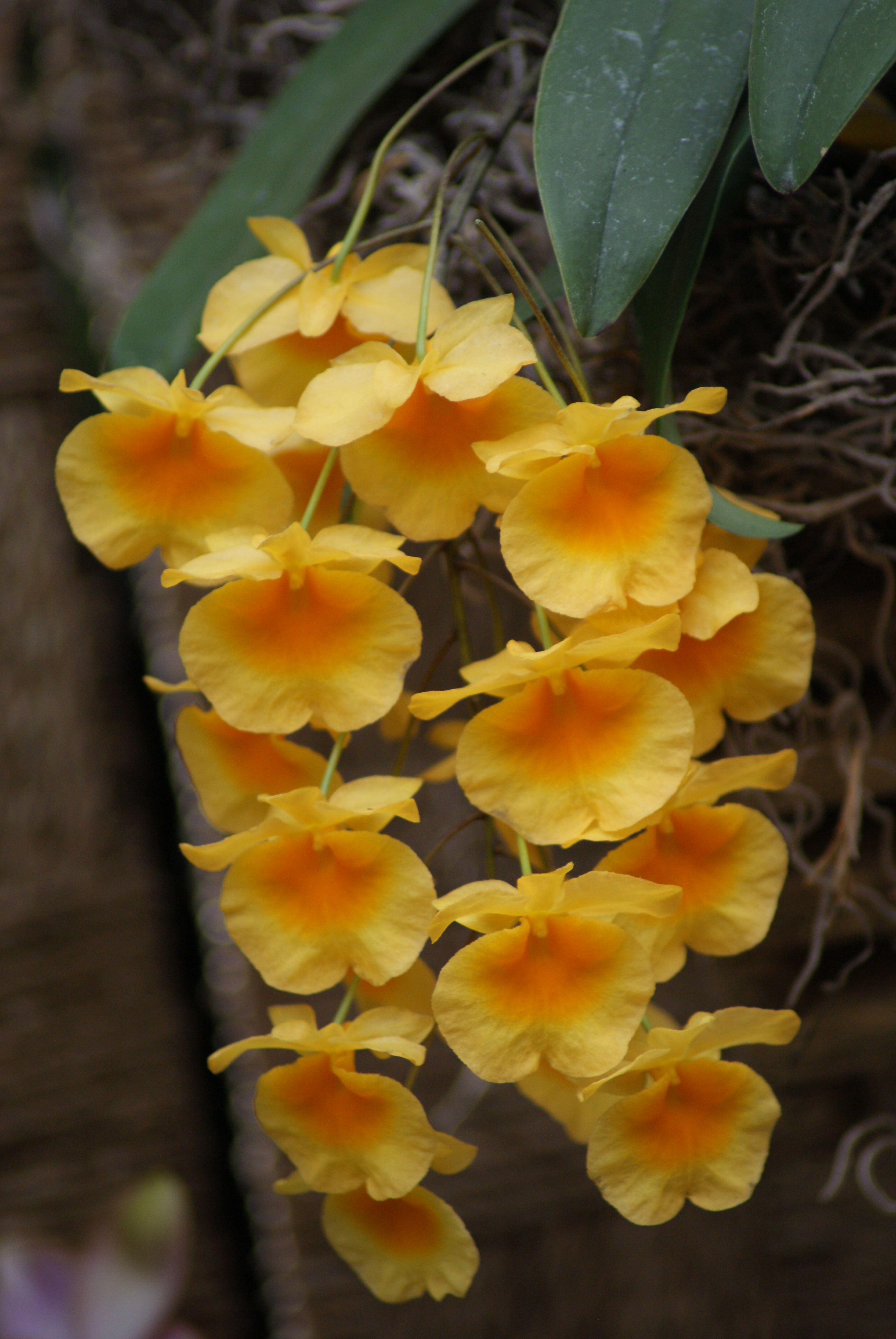
デンドロビウム・リンドレイ (旧アグレガタムの一つ)
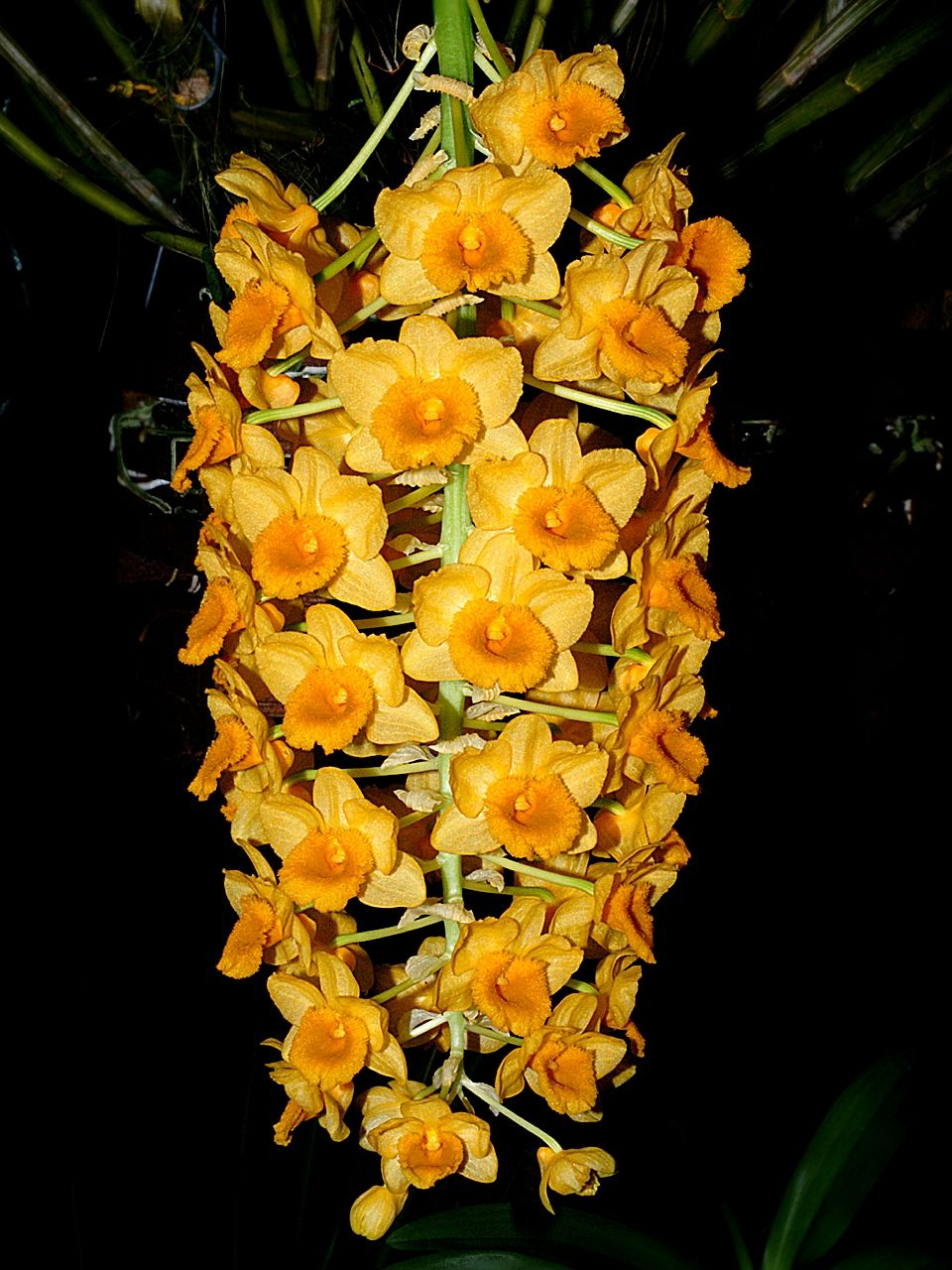
デンドロビウム・デンシフロラム
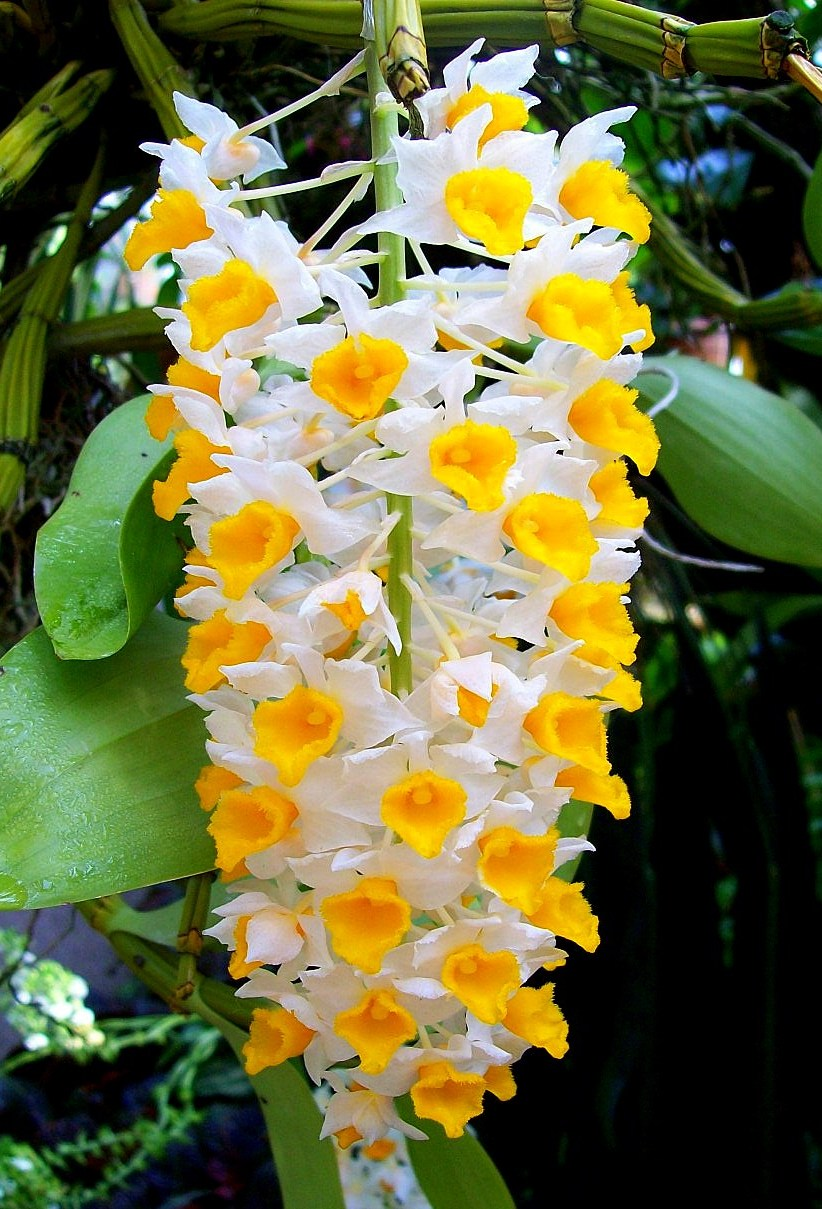
シルシフォーラム
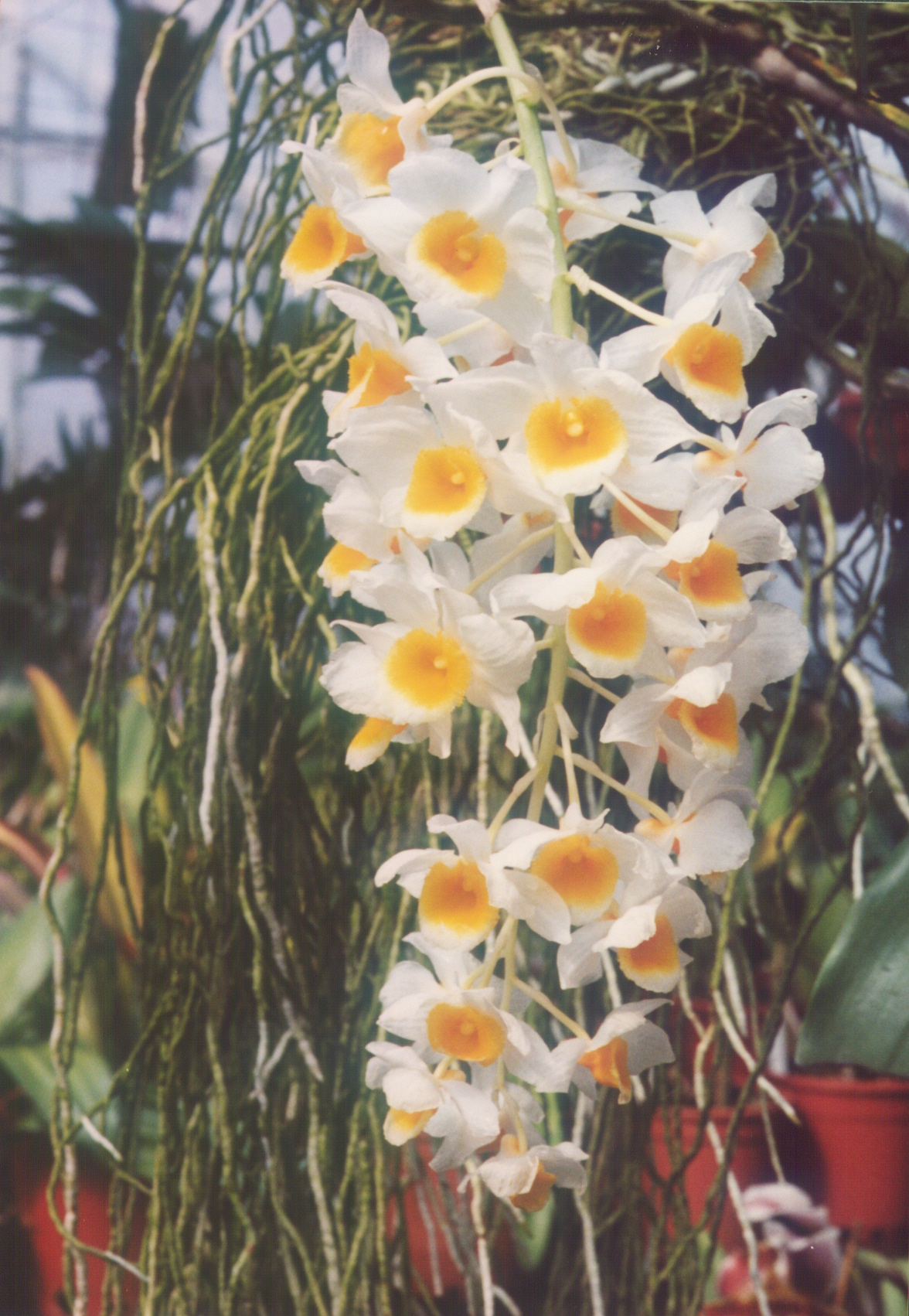
交配品 デンシフロラム × ファーメリ

## 栽培に関して

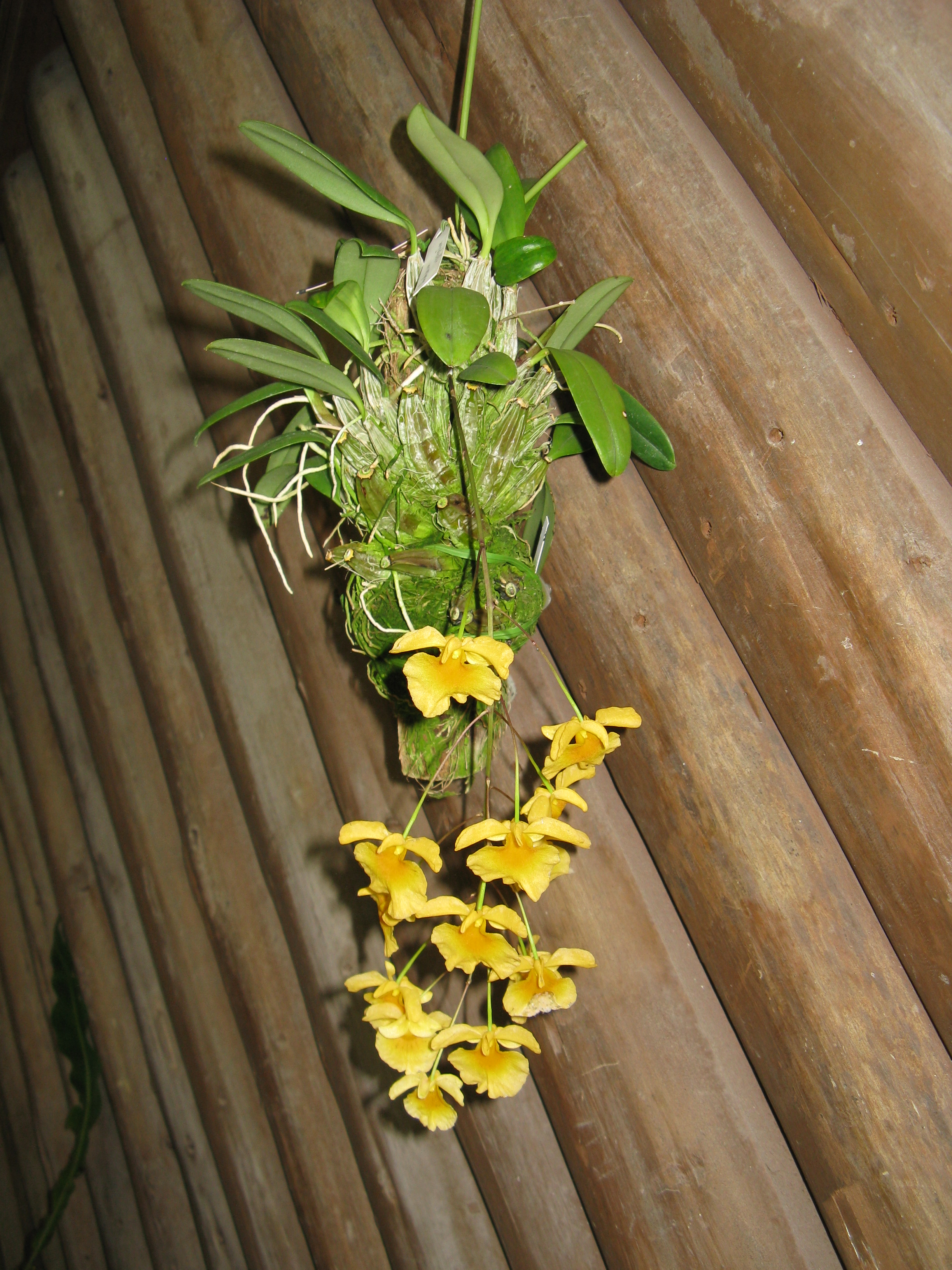
リンドレイ
木片につけてつり下げたもの

大株に作ることが推奨されている。これは大株に作りやすいこと、花数が多いととても見栄えがすることと共に、個々の花期が短いため、花茎の数が多い方が長期にわたって楽しめるという事情がある。また、栽培に肥料をさほど必要としないので、ヘゴやコルク板に付けて栽培するにも向いているとされる。